# (4704) Sheena
(4704) Sheena est un astéroïde de la ceinture principale.

## Description
(4704) Sheena est un astéroïde de la ceinture principale. Il fut découvert le 28 janvier 1988 à Siding Spring par Robert H. McNaught. Il présente une orbite caractérisée par un demi-grand axe de 2,63 UA, une excentricité de 0,13 et une inclinaison de 12,2° par rapport à l'écliptique.

## Compléments